# Цезальпиния красивейшая
Цезальпи́ния красивейшая, или Цезальпиния прекраснейшая, или Павлиний цветок (лат. Caesalpinia pulcherrima) — вид древесных растений рода Цезальпиния подсемейства Цезальпиниевые семейства Бобовые.

## Название
Видовой эпитет pulcherrima является производным от латинского pulcher — красивый. Родовое название Caesalpinia было дано в честь итальянского естествоиспытателя Андреа Чезальпино.

## Ботаническое описание
Caesalpinia pulcherrima представляет собой кустарник, высотой около 3 метров. В климатах с минимальными заморозками может достигать бо́льших размеров, являясь полувечнозелёным. Побеги растения прямостоячие, имеются шипы или колючки. Листья расположены поочерёдно, по длине стебля. Размер цветка составляет около 2-5 см, с пятью лепестками. Плод C. pulcherrima, как и у всех Бобовых, представляет собой боб.

## Распространение
Ареал C. pulcherrima включает в себя страны Вест-Индии, а также часть континентальных Южной (Амазония, Анды) и Центральной Америки (среди них Белиз, Никарагуа, Коста-Рика и Мексика, по данным МСОП). Растение также произрастает на островах Тихого океана (в том числе на Гавайских островах).
Основную зону обитания растения составляют тропические и субтропические леса.

## Символизм

Герб Барбадоса

Цезальпиния красивейшая является государственным символом и национальным цветком Барбадоса — цветки растения изображены в правом и левом верхних углах герба страны. Цветы также расположены в двух верхних углах Личного Барбадосского Штандарта Елизаветы II.

## Применение

### В кулинарии
Все семена растений рода Caesalpinia ядовиты, однако семена некоторых видов могут быть пригодными в пищу в незрелом виде (например, семена C. pulcherrima) или после обработки (обжаренные семена C. bonduc).

### В народной медицине
Свойства Цезальпинии красивейшей были описаны немецкой художницей 17-го века Марией Сибиллой Мериан в ее труде Metamorphosis insectorum Surinamensium во время ее поездки в голландский Суринам. Согласно Мериан, африканские рабыни и коренные жители использовали flos pavonis, или «павлиний цветок» как средство для аборта, зачастую, чтобы предотвратить порабощение детей колонизаторами.
Также, были сведения о применении корня C. pulcherrima для совершения суицида.
М. С. Мериан. «Metamorphosis insectorum Surinamensium»:

Они часто используют корень этого растения, чтобы совершить суицид в надежде возвращения на родную землю через реинкарнацию, так, что они смогут жить на свободе со своими родственниками и близкими в Африке, пока их тела умирают здесь в рабстве, как мне рассказали.
Оригинальный текст (англ.)They often use the root of this plant to commit suicide in the hope of returning to their native land through reincarnation, so that they may live in freedom with their relatives and loved ones in Africa while their bodies die here in slavery, as they have told me themselves.

### В декоративном садоводстве
C. pulcherrima является одним из наиболее часто культивируемых видов рода Caesalpinia. Это яркое декоративное растение, имеющее соцветие красного, оранжевого и желтого цветов. Небольшой размер и устойчивость по отношению к обрезке позволяют выращивать растения в виде живой изгороди.